# کشف عشق (مجموعه تلویزیونی ۲۰۲۵)
کشف عشق (انگلیسی: Love Scout؛‏ کره‌ای: 나의 완벽한 비서) یک مجموعه تلویزیونی محصول کره جنوبی به نویسندگی جی اون، به کارگردانی هام جون هو و کیم جه هونگ و با بازی هان جی مین و لی جون هیوک است. این مجموعه دربارهٔ عشق بین مدیرعامل و منشی است. این مجموعه از ۳ ژانویه ۲۰۲۵، روزهای جمعه و شنبه ساعت ۲۲:۰۰ (کی‌اس‌تی) از اس‌بی‌اس پخش شد.

## بازیگران

### اصلی
- هان جی مین در نقش کانگ جی یون[۲]

مدیرعامل یک شرکت
- لی جون هیوک در نقش یو اون هو[۲]

دستیار مدیرعامل که پدر مجرد است

### مکمل
- کیم دو هون در نقش وو جونگ هون[۳]
- کیم یون هه در نقش جونگ سو هیون[۴]
- لی سانگ هی در نقش سو می ئه[۵]
- پارک بو کیونگ در نقش کیم هه جین[۶]
- لی جه وو در نقش لی کانگ سوک[۷]
- یون گا یی در نقش نا گیو ریم[۸]